# مراكز السيطرة على الأمراض والوقاية منها
مراكز مكافحة الأمراض واتقائها أو مراكز السيطرة على الأمراض والوقاية منها (بالإنجليزية: Centers for Disease Control and Prevention)‏، هي المؤسَّسة الوطنيَّة الأمريكيَّة الرائدة في مجال الصحة العامَّة، وتعتبر هذه المؤسَّسة وكالة فيدراليَّة تابعة لحكومة الولايات المتحدة الأمريكية وتخضع لإشراف وزارة الصحة ويقع مقرُّها في مدينة أتلانتا في ولاية جورجيا
، يتمثَّل الهدف الرئيسي للوكالة بحماية الصحَّة والسلامة العامة من خلال مكافحة الأمراض والسيطرة عليها والوقاية منها ضمن أراضي الولايات المتحدة وعلى الصعيد العالمي أيضاً ، وتركِّز اهتمامها بشكلٍ خاص على الأمراض المعديَّة والعوامل المُمرضة التي تنتقل عن طريق الأغذية أو تلك التي تتعلَّق بالصحة البيئيَّة والصحة المهنيَّة، بالإضافة لذلك يقوم مركز الأبحاث التابع لها بدراسات متنوِّعة حول الأمراض غير المُعديَّة كالسمنة والسُكَّري، مركز السيطرة على الأمراض هو أيضاً عضو مؤسِّس في الرابطة الدولية للمعاهد الوطنيَّة للصحة العامَّة.

## التاريخ
في 1 يوليو 1946 أُسِّس مركز السيطرة على الأمراض السارية، خلفاً لبرنامج مكافحة الملاريا أثناء الحرب العالمية الثانية ، في تلك الأثناء كانت المُنظَّمات ذات النشاط العالمي في مكافحة الملاريا هي: لجنة مكافحة الملاريا التابعة لعصبة الأمم، ومؤسَّسة روكفلر الأمريكيَّة، دعمت مؤسَّسة روكفلر بشكلٍ كبير مركز السيطرة على الأمراض الحديثة وسعت لجعل الحكومة الأمريكيَّة تساهم بنصيب من دعم هذا المركز وإدارته.
لاحقاً أصبح مركز السيطرة على الأمراض السارية تابعاً بالكامل لوزارة الصحة الأمريكيَّة، واختيرت مدينة أتلانتا كمقرٍّ رئيسيٍّ له بسبب تفشِّي الملاريا بشكلٍ خاص في جنوب الولايات المتحدة، وبلغت الميزانيَّة التقريبيَّة للمركز عند إنشائه قرابة مليون دولار، وفي ذلك الوقت كان 59% من موظَّفيه يعملون في مكافحة البعوض والمُستنقعات التي تُشكِّل بيئة مثاليَّة لانتشار الملاريا، ولذلك من الطبيعي أن تكون الوظائف الرئيسيَّة في ذلك الوقت من نصيب علماء الحشرات والمهندسين مع وجود 7 أطباء فقط، أخيراً بدأ المركز يتوسَّع ليشمل قضايا الصحة العامة المختلفة والعديد من الأمراض الوبائيَّة الأخرى.
في عام 1947 دفع مركز السيطرة على الأمراض مبلغاً رمزيَّاً هو 10 دولارات إلى جامعة إيموري لشراء 15 فدَّان من أراضيها، وهو المكان الذي مازال مقرَّاً للمركز حتى يومنا هذا، بعدها قام موظَّفوا المركز بحملة واسعة لجمع التبرُّعات وكان الراعي الرئيسي لهذه الحملة هو روبرت ودروف رئيس مجلس إدارة شركة كوكا كولا، اعتماداً على الأموال المتوافرة وُسِّع المركز وطُوِّر، فنقلت مؤسَّسة خدمات الصحة العامة مختبرها الخاص بالطاعون من سان فرانسيسكو إلى مركز السيطرة على الأمراض ليُشكِّل قسم الوبائيَّات الجديد، وتمَّ إنشاء قسم جديد خاص بالأمراض الحيوانيَّة، وتأسَّست خدمة الاستخبارات الوبائيَّة عام 1951 بسبب المخاوف من الحرب البيولوجيَّة التي قد تنجم عن الحرب الكوريَّة، ولاحقاً تمَّ تطوير الخدمة إلى برنامج تدريب بعد التخرُّج لمدِّة سنتين في علم الأوبئة، وهو النموذج الموجود حالياً في العديد من البلدان، ممَّا يعكس تأثير مركز السيطرة على الأمراض ودورها العالمي.
توسَّعت مهمَّة مركز السيطرة على الأمراض خارج نطاق تركيزها الأصلي على الملاريا لتشمل الأمراض المنقولة بالجنس عندما تمَّ نقل قسم الأمراض المنقولة بالجنس إلى المركز عام 1957، وبعدها تمَّ نقل القسم الخاص بمرض السل عام 1960، وفي عام 1963 أُحدث برنامج التلقيح وأُضيف لصلاحيَّات المركز  ، وفي 24 يونيو 1970 أصبحت هذه المؤسَّسة تعرف رسميَّاً باسم مركز السيطرة على الأمراض CDC، وألحق قانون أصدره الكونغرس عام 1992 كلمتي «والوقاية منها» باسم المركز ، أمَّا اليوم فقد اتسع نطاق مهمَّات مركز السيطرة على الأمراض ليشمل الأمراض المزمنة، الإعاقة، مكافحة الإصابات وحوادث مكان العمل، والتهديدات الصحيَّة البيئيَّة، والسمنة، والإنفلونزا بأنواعها، والإرهاب البيولوجي، والكثير من الأمراض والحالات الأخرى.
في 21 نيسان 2005 أعلنت جولي غربردينغ مديرة مركز السيطرة على الأمراض والوقاية منها رسميَّاً إعادة تنظيم المركز "لمواجهة التحدِّيات التي خلقتها التهديدات الصحيَّة في القرن العشرين ، فتمَّ إنشاء أربع مراكز تنسيق متطوِّرة في ظل إدارة الرئيس جورج دبليو بوش، وتعتبر المختبرات التي تحتويها هذه المراكز فريدةً من نوعها على مستوى العالم بأسره، وتحتوي على واحد من بين مستودعين اثنين رسميِّين لفيروس الجدري في كلِّ العالم، "يقع المستودع الثاني في روسيا".

## التنظيم
تتوزَّع مراكز السيطرة على الأمراض والوقاية منها على معاهد ومكاتب فرعيَّة عديدة، وتنفذ كل وحدة فرعيَّة أنشطة الوكالة في مجال معيَّن من مجالات الصحة العامَّة، تنقسم المكاتب الفرعيَّة إلى مراكز والتي تنقسم بدورها إلى أقسام وفروع عديدة، ومع ذلك فإنَّ مركز الصحة العالميَّة والمعهد الوطني للسلامة والصحة المهنيَّة تعتبران وحدتين تنظيميَّتين مُستقلَّتين ولا تنتميان لمكتب رئيسي، أهم المكاتب الرئيسيَّة الحاليَّة هي:
- المكتب الرئيسي في العاصمة واشنطن
- مركز الصحة العالمية
- المعهد الوطني للسلامة والصحة المهنيَّة
- مكتب الأمراض المعدية
  - المركز الوطني لفيروس نقص المناعة البشرية / الإيدز، والتهابات الكبد الفيروسيَّة، والسل، والأمراض المنقولة بالجنس
  - المركز الوطني للأمراض الحيوانيَّة المعدية
  - المركز الوطني للتلقيح
- مكتب الأمراض غير السارية والصحة البيئيَّة
- المركز الوطني للوقاية من الأمراض المزمنة وتعزيز الصحة العامة
  - مكتب صحة الأقليَّات
  - وكالة تسجيل المواد السامة
  - المركز الوطني للوقاية من الإصابات ومكافحتها
  - المركز الوطني للعيوب الخلقيَّة والإعاقات التطوريَّة
- مكتب التأهب والاستجابة
- مكتب الخدمات الصحيَّة العامة
- مركز مراقبة الأوبئة والخدمات المخبريَّة
- المركز الوطني للإحصاءات الصحية
- مكتب المدير المساعد للاتصالات
- مكتب المدير المساعد للشؤون السياسيَّة
- مكتب المدير المساعد للشؤون العلميَّة
- مكتب المدير التنفيذي

## الميزانيَّة والتمويل
بلغت ميزانيَّة مركز السيطرة على الأمراض والوقاية منها في عامة 2018 قرابة 12 مليار دولار ، ويُقدِّم المركز سنويَّاً الكثير من المنح لدعم المنظَّمات المعنيَّة بالصحة والوعي الصحي على المستوى الاجتماعي في جميع أنحاء الولايات المتحدة الأمريكيَّة، في الحقيقة إنَّ أكثر من 85% من الميزانيَّة السنويَّة لمركز السيطرة على الأمراض والوقاية منها تُصرف لتمويل هذه المنح.

## القوى العاملة
يبلغ عدد العاملين في مركز السيطرة على الأمراض والوقاية منها حوالي 15 ألف موظَّف يتوزَّعون على 170 اختصاص مختلف، 80% منهم يحملون شهادة البكالوريوس أو أعلى و 50% منهم حاصلون على درجات علميَّة متقدِّمة كالدكتوراه وما يعادلها، أشيع الوظائف الموجودة في المركز: مهندس، عالم حشرات، عالم أوبئة، عالم أحياء، طبيب، طبيب بيطري، ممرِّض، خبير اقتصادي، مستشار صحة عامة، أخصائي علم سموم، كيميائي، موظَّف إحصاء ، بالإضافة لذلك يشرف المركز على عدد من برامج التدريب والزمالات البارزة منها:

### خدمة الذكاء الوبائي EIS
والتي تتألف من محقِّقين يعملون بشكل ميداني للبحث في مشاكل الصحة العامة محليَّاً وعالمياً ، وعند الحاجة يمكن للعاملين في هذا البرنامج القيام بمهمَّات المساعدة العاجلة في حالات الأوبئة، وبعدُّ هذا البرنامج نموذجاً دوليَّاً للبرامج الدولية للتدريب الميداني على كيفيَّة التعامل مع الأمراض الوبائيَّة.

### برنامج شركاء الصحة العامة PHAP
```
تشرف مراكز السيطرة على الأمراض على برنامج شركاء الصحة العامة، وهو عبارة عن زمالة مدفوعة الأجر لخريجي الجامعات الجدد الراغبين في العمل في وكالات الصحة العامة في جميع أنحاء الولايات المتحدة، وقد تأسَّس هذا البرنامج عام 2007، ولديه حالياً 159 شريك في 34 ولاية أمريكيَّة.
[
23
]
```

## مجالات التركيز والاهتمام

### الأمراض المُعدية
تتعامل مراكز السيطرة على الأمراض والوقاية منها مع أكثر من 400 نوع مختلف من الأمراض والتهديدات الصحيَّة أو الظروف التي تعدُّ من الأسباب الرئيسيَّة للوفاة والمرض والعجز، ويحتوي موقع المراكز على معلومات تفصيليَّة حول الأمراض المعدية كالجدري والحصبة وغيرها.

#### الإنفلونزا
أطلقت مراكز السيطرة على الأمراض والوقاية منها حملات واسعة تستهدف مكافحة الإنفلونزا بمختلف أنواعها، بما في ذلك إنفلونزا الخنازير H1N1، وأطلقت العديد من المواقع لتثقيف الناس في مجالات الصحة العامة والنظافة الشخصيَّة التي تعدُّ وسائل وقاية هامة من الإنفلونزا.

### إيبولا
خلال تفشي وباء الإيبولا عام 2014 في غرب إفريقيا ساعد مركز السيطرة على الأمراض والوقاية منها في نقل وعلاج عدد من المصابين بينهم عمَّال إغاثة أمريكيُّون كانوا يعملون في إفريقيا، وبعد تفشِّي هذا الوباء قرَّر الكونغرس تخصيص 30 مليون دولار لجهود مكافحة هذا الفيروس الفتَّاك.

### الأمراض غير المُعدية
يعمل مركز السيطرة على الأمراض أيضاً على مكافحة العديد من الأمراض غير المُعدية، بما في ذلك الأمراض المزمنة التي تسبِّبها السمنة والتدخين وقلِّة النشاط الفيزيائي اليومي.

### مقاومة المضادات الحيويَّة
نفَّذت مراكز السيطرة على الأمراض والوقاية منها خطة عمل وطنيَّة على مستوى الولايات المتحدة الأمريكيَّة لمكافحة الجراثيم المقاومة للمضادات الحيويَّة، وتبلغ قيمة هذه المبادرة نحو 161 مليون دولار وتشمل تطوير شبكة من المخابر الخاصَّة بهذا الموضوع.

## الصحة العالميَّة
يعمل مركز السيطرة على الأمراض والوقاية منها بالتعاون مع المنظَّمات الأخرى في جميع أنحاء العالم للتصدِّي للتحديات الصحيَّة العالميَّة واحتواء تهديدات الأمراض من منشئها، ويوجد تعاون وثيق في هذا المجال مع منظمة الصحة العالمية ووزارات الصحة في دول العالم والمؤسَّسات التي تقف في الخطوط الأولى لمكافحة الجائحات المرضيَّة، وتحتفظ الوكالة بموظَّفين لها في أكثر من 60 دولة حول العالم، وتشمل الأقسام العالميَّة للوكالة: شعبة فيروس العوز المناعي البشري والسل، وشعبة الأمراض الطفيليَّة والملاريا، وشعبة التلقيح العالميَّة، وشعبة الحماية الصحيَّة العالميَّة، بالإضافة لذلك يعمل مركز السيطرة على الأمراض مع منظَّمة الصحة العالميَّة على تنفيذ اللوائح الصحيَّة الدوليَّة IHR، وهي اتفاقيَّة ملزمة قانونيَّاً بين 196 دولة في العالم تهدف للحد من انتشار الأمراض المُعدية والإبلاغ عنها ومكافحتها، كما يعتبر مركز السيطرة على الأمراض هو المُنفِّذ الرئيسي لمبادرات الصحة العالميَّة في الولايات المتحدة، مثل الخطة الطارئة للإغاثة من الإيدز، ومبادرة مكافحة الملاريا، كما تقوم أيضاً بجمع ونشر المعلومات الصحيَّة للمسافرين في كتاب شامل يُعرف بالكتاب الأصفر، يتوافر الكتاب عبر الإنترنت وبشكل مطبوع كلَّ سنة ويحتوي على معلومات صحيَّة شاملة تهمُّ المسافرين لأماكن معيَّنة من العالم.

## وصلات خارجية
- الموقع الرسمي لمراكز مكافحة الأمراض واتقائها (باللغة الإنكليزية).